# Alhama CF
Alhama Club de Fútbol, auch bekannt unter dem Sponsornamen Alhama CF ElPozo, ist ein 2004 gegründeter spanischer Fußballverein aus Alhama de Murcia. Er ist besonders für die Erfolge der Frauenfußballmannschaft bekannt.

## Frauenfußball
Die Frauenfußballabteilung von Alhama CF wurde 2009 gegründet und stieg in der Saison 2013/14 durch einen ersten Platz in ihrer Regionalliga in die zweite Spielklasse auf. 2018/19 qualifizierte sich die Mannschaft durch einen zweiten Platz in der Gruppe VII erstmals für das Aufstiegs-Play-off in die Primera División, scheiterte jedoch im Halbfinale mit 1:6 nach Hin- und Rückspiel am späteren Aufsteiger Deportivo La Coruña. Der bisher größte Erfolg glückte in der Spielzeit 2021/22, zunächst erreichte die Mannschaft das Achtelfinale der Copa de la Reina und besiegte dabei unter anderem den Erstligisten SD Eibar überraschend mit 3:1, danach konnte in der Liga bereits zwei Runden vor Saisonende der erste Platz in der Gruppe Süd und damit der Aufstieg in die erste Division fixiert werden. Die Kategorie konnte Alhama jedoch nicht halten und stieg im darauffolgenden Jahr nach einem 15. Platz wieder in die Primera Federación ab.

## Bekannte Spielerinnen
- Mariela Coronel